# Orimarga (Diotrepha) acroleuca
Orimarga (Diotrepha) acroleuca is een tweevleugelige uit de familie steltmuggen (Limoniidae). De soort komt voor in het Neotropisch gebied.